# Микротик Академия при УниБИТ
Първата в България MikroTik Академия е основана на 5 юни 2014 г. в Университета по библиотекознание и информационни технологии. Основатели на академията са проф. д.ик.н. Стоян Денчев и гл. ас. д-р Добри Бояджиев. В MikroTik Академия при УниБИТ се предлага обучени и сертифициране за MTCNA (MikroTik Certified Network Associate).

## За академичната програма на MikroTik
Академичната програма на MikroTik е предназначена за образователни институции като университети, колежи, технологични училища и др., които предлагат обучение в областта на компютърните мрежи базирано на MikroTik RouterOS, като инструмент за обучение.

## Обучение в MikroTik Академия при УниБИТ
По време на обучението се покрива схемата на MikroTik Certified Network Associate (MTCNA), предоставена от MikroTik, която включва следните модули:
- Модул 1: Въведение в RouterOS
- Модул 2: Маршрутизация
- Модул 3: Мостове
- Модул 4: Безжични мрежи
- Модул 5: Управление на мрежата
- Модул 6: Защитна стена
- Модул 7: Качество на услугата
- Модул 8: Тунелиране

По време и след края на всеки модул са планирани разнообразни лабораторни упражнения с възможност за провеждане на самостоятелна работа. Всяко лабораторно упражнение завършва с кратък тест.

## Инструменти за обучение
По време на обучението се използва RouterOS.

## Обучения
- MTCNA 0 – 19,20 и 26,27 юли 2014 г.